# Ricardo Bocanegra
Ricardo Roberto Bocanegra Vega (Las Vegas, Nevada, 3 de mayo de 1989) es un futbolista mexicano-estadounidense. Juega de mediocampista y su equipo actual es el club Atlético Jalisco  de la LBM.

## Trayectoria
Bocanegra salió del equipo juvenil de Atlas. En 2011 ganó la medalla de oro en los Juegos Panamericanos de Guadalajara.

## Clubes
| Club                | País   | Año           | Partidos | Goles |
| Atlas               | México | 2009-2013     | 75       | 13    |
| Irapuato            | México | 2014          | 18       | 1     |
| Correcaminos UAT    | México | 2015-2017     | 13       | 2     |
| Murciélagos FC      | México | 2018-2019     | 0        | 0     |
| Atletico Jalisco FC | México | 2020-Presente | 0        | 0     |

## Palmarés

### Campeonatos internacionales
| Título                                                      | Equipo             | Sede           | Año  |
| ----------------------------------------------------------- | ------------------ | -------------- | ---- |
| Medalla de Oro en los Juegos Panamericanos Guadalajara 2011 | Selección mexicana | México         | 2011 |
| Preolímpico de Concacaf                                     | Selección Mexicana | Estados Unidos | 2012 |
| Torneo Esperanzas de Toulon                                 | Selección Mexicana | Francia        | 2012 |